# Transpoziție Cope
Transpoziția Cope este o reacție organică ce implică un proces de transpoziție sigmatropică de tipul [3,3] a 1,5-dienelor. Reacția a fost dezvoltată de Arthur C. Cope și se face la temperatură. De exemplu, prin transpoziție Cope la temperatura de 300 °C, 3-metil-1,5-hexadiena este convertită la 1,5-heptadienă: